# اربعه (شهر)
اربعه (به ترکی استانبولی: Erbaa) شهری است در کشور ترکیه که در استان توقات واقع شده‌است. جمعیت این شهر بر اساس سرشماری سال ۲۰۰۸ میلادی ۵۷٬۲۱۰ نفر و بر اساس برآوردهای سال ۲۰۰۹ میلادی ۵۷٬۶۱۰ نفر می‌باشد.
نام اربعه (به معنی چهارگانه) از اوایل سده هیجدهم میلادی در اسناد رسمی عثمانی استفاده شد. در آن زمان به چهار ناحیه اصلی میان نیکسار و آماسیه یعنی اَرَک، قره‌قیه، سُنوسه (اولوکوی)، و تاش‌آباد جمعاً «نواحی اربعه» می‌گفتند. به مرور به این چهار شهر به طور خلاصه اربعه گفته شد و بعدها زمانی که شهر ارک پیشرفت کرده و در ۱۸۴۰ تبدیل به شهرستان شد نام اربعه به خود گرفت و سه ناحیه دیگر به عنوان روستاهای حومه آن درآمدند. بعدها در ۱۹۴۴ تاش‌آباد (با نام جدیدش به شکل تاشووا) شهرستان جداگانه‌ای شد و سنوسه نیز ضمیمه تاش‌آباد گشت.